# Limonium minutum
Limonium minutum är en triftväxtart som först beskrevs av Carl von Linné, och fick sitt nu gällande namn av Jules Pierre Fourreau. Limonium minutum ingår i släktet rispar, och familjen triftväxter. Inga underarter finns listade i Catalogue of Life.